# درایسکاو-موکرن
درایسکاو-موکرن (به آلمانی: Dreiskau-Muckern) یک منطقهٔ مسکونی در آلمان است که در گروسپوسنا واقع شده‌است. درایسکاو-موکرن ۴۶۹ نفر جمعیت دارد.